# Puchar Kontynentalny kobiet w kombinacji norweskiej 2017/2018
Sezon 2017/2018 Pucharu Kontynentalnego kobiet w kombinacji norweskiej po odwołaniu zawodów w Otepää rozpoczął się 20 stycznia 2018 w norweskiej Renie, zaś ostatnie zawody z tego cyklu zostały rozegrane 11 marca 2018 w rosyjskim Niżnym Tagile. Zawody były rozgrywane w Norwegii i Rosji. Była to pierwsza edycja zawodów tej rangi w rywalizacji kobiet.

## Kalendarz i wyniki
| Lp. | Data             | Miejscowość | Konkurencja          | 1. miejsce          | 2. miejsce          | 3. miejsce            |
| --- | ---------------- | ----------- | -------------------- | ------------------- | ------------------- | --------------------- |
| 1.  | 6 stycznia 2018  | Otepää      | Gundersen HS100/5 km | Odwołano            | Odwołano            | Odwołano              |
| 2.  | 7 stycznia 2018  | Otepää      | Gundersen HS100/5 km | Odwołano            | Odwołano            | Odwołano              |
| 3.  | 20 stycznia 2018 | Rena        | Gundersen HS111/5 km | Stiefanija Nadymowa | Ayane Miyazaki      | Jenny Nowak           |
| 4.  | 21 stycznia 2018 | Rena        | Gundersen HS111/5 km | Ayane Miyazaki      | Stiefanija Nadymowa | Jenny Nowak           |
| 5.  | 10 marca 2018    | Niżny Tagił | Gundersen HS100/5 km | Stiefanija Nadymowa | Ayane Miyazaki      | Anastasija Gonczarowa |
| 6.  | 11 marca 2018    | Niżny Tagił | Gundersen HS100/5 km | Stiefanija Nadymowa | Jenny Nowak         | Ayane Miyazaki        |

## Klasyfikacja generalna
| Lp. | Zawodniczka           | Punkty |
| --- | --------------------- | ------ |
| 1.  | Stiefanija Nadymowa   | 380    |
| 2.  | Ayane Miyazaki        | 320    |
| 3.  | Jenny Nowak           | 250    |
| 4.  | Veronica Gianmoena    | 190    |
| 5.  | Sophia Maurus         | 156    |
| 6.  | Yura Murakami         | 126    |
| 7.  | Anastasija Gonczarowa | 105    |
| 8.  | Swietłana Gładikowa   | 88     |
| 9.  | Gyda Westvold Hansen  | 81     |
| 10. | Simona Weinlichová    | 64     |

## Puchar Narodów
| Lp. | Państwo           | Punkty |
| --- | ----------------- | ------ |
| 1.  | Rosja             | 775    |
| 2.  | Japonia           | 446    |
| 3.  | Niemcy            | 406    |
| 4.  | Norwegia          | 227    |
| 5.  | Włochy            | 190    |
| 6.  | Czechy            | 64     |
| 7.  | Stany Zjednoczone | 46     |
| 8.  | Kazachstan        | 40     |